# Eilema lutosa
Eilema lutosa är en fjärilsart som beskrevs av Eugen Johann Christoph Esper 1786. Eilema lutosa ingår i släktet Eilema och familjen björnspinnare. Inga underarter finns listade i Catalogue of Life.